# Hospital de Greenwich (Londres)

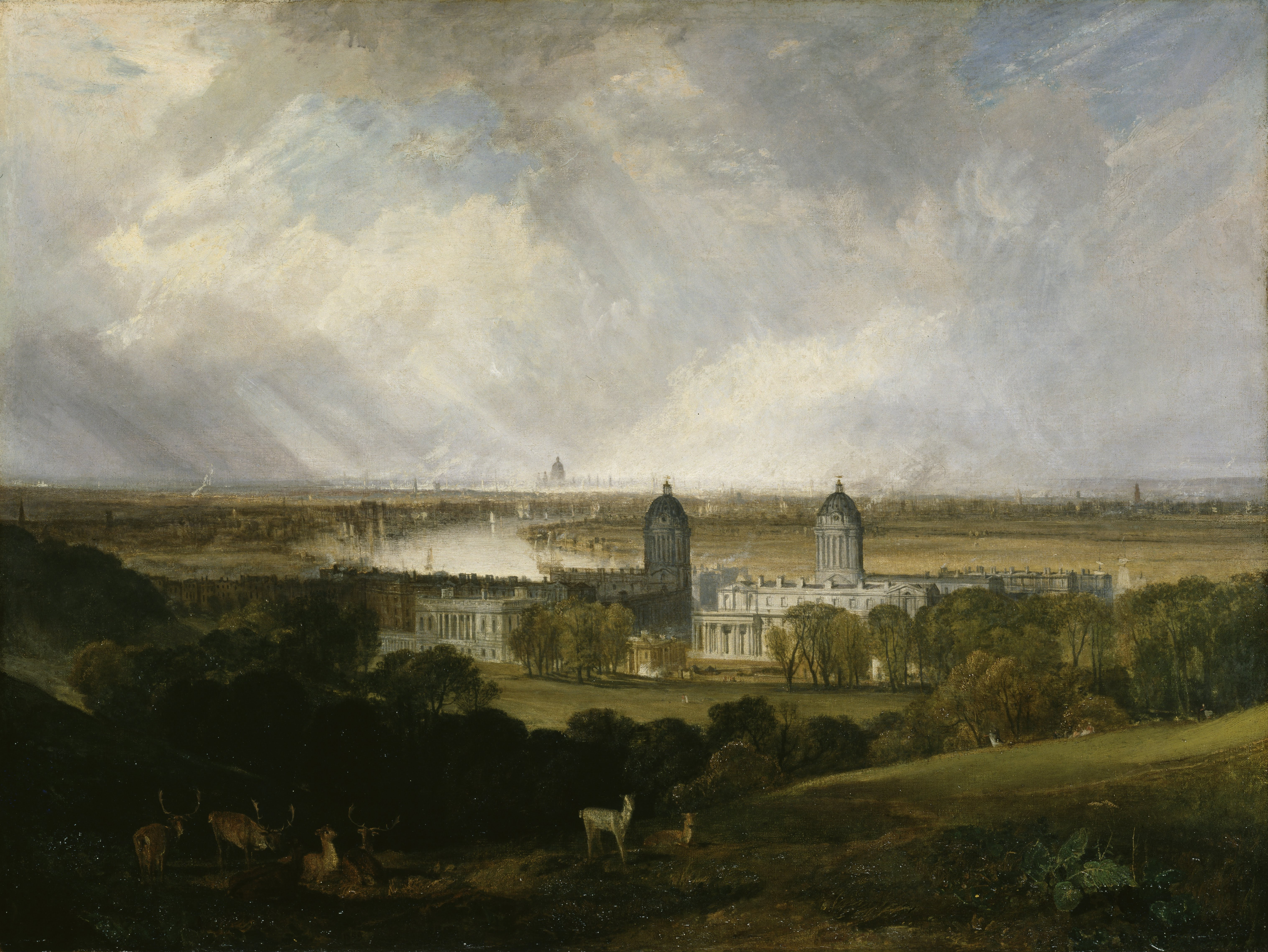
El hospital de Greenwich, en la obra Londres desde el parque de Greenwich, de William Turner (1809).

El hospital de Greenwich (en inglés: Greenwich Hospital) fue una antigua residencia para los navegantes retirados de la Marina Real británica, que estuvo en funcionamiento entre 1692 y 1869. Sus instalaciones, conocidas como Old Royal Naval College, en Greenwich, Londres, fueron luego utilizadas por el Royal Naval College y finalmente por la Universidad de Greenwich. La designación como «hospital» fue utilizada en el sentido de dar alojamiento (hospitalidad) a aquellos que lo necesitasen, no en un sentido de asistencia médica, a pesar de que el edificio incluía una enfermería que, tras la clausura del hospital de Greenwich, funcionó como hospital de marineros hasta 1986.
El edificio forma parte del conjunto Greenwich Marítimo, bien cultural inscrito en 1997 como Patrimonio de la Humanidad por la Unesco.
La fundación que gestionaba el hospital continúa existiendo en beneficio del antiguo personal de la Marina Real británica y de sus familiares. Actualmente cede viviendas tuteladas en otros lugares.

## Historia

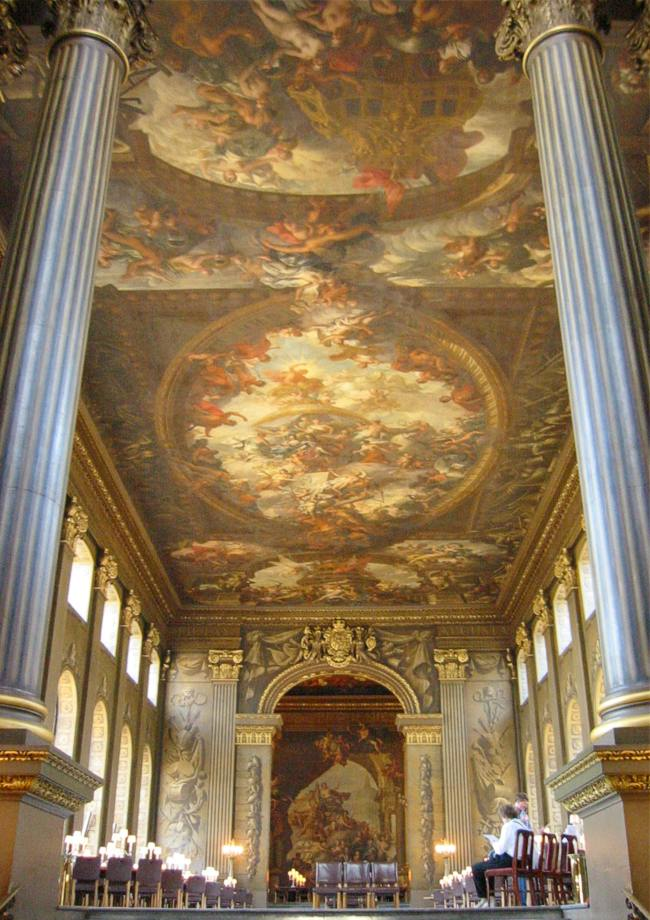
El Salón pintado.

El hospital fue creado como Royal Hospital for Seamen at Greenwich (Hospital real para marineros de Greenwich) por voluntad de la reina María II, que tuvo la iniciativa tras observar a los marineros heridos que regresaban de la batalla de La Hogue en 1692. María transformó el ala King Charles del palacio, diseñada originalmente por el arquitecto John Webb para el rey Carlos II en 1664, en un hospital naval que sirviera como equivalente del hospital de Chelsea para los soldados. Los arquitectos sir Christopher Wren y su ayudante Nicholas Hawksmoor ofrecieron sus servicios sin remuneración para el nuevo hospital real. Sir John Vanbrugh sucedió a Wren como arquitecto, completando el proyecto original del complejo.
Cuando se supo que el diseño original del hospital bloquearía la vista del río Támesis que tenía la Casa de la Reina, la reina María II ordenó que el edificio fuese dividido, creando una avenida que atravesando los terrenos del hospital condujera desde el río hasta la Casa de la Reina y más allá la colina de Greenwich. Esta disposición dio al hospital un aspecto particular, con sus edificios distribuidos en cuadrantes. Sus cuatro edificios principales («Courts», en el sentido de palacios o residencias reales o Cortes) se encuentran separadas en dirección norte-sur por la gran plaza y en orientación este-oeste por una carretera interna desde la puerta oriental y la occidental, donde se encuentra el mercado de Greenwich y el centro del barrio.

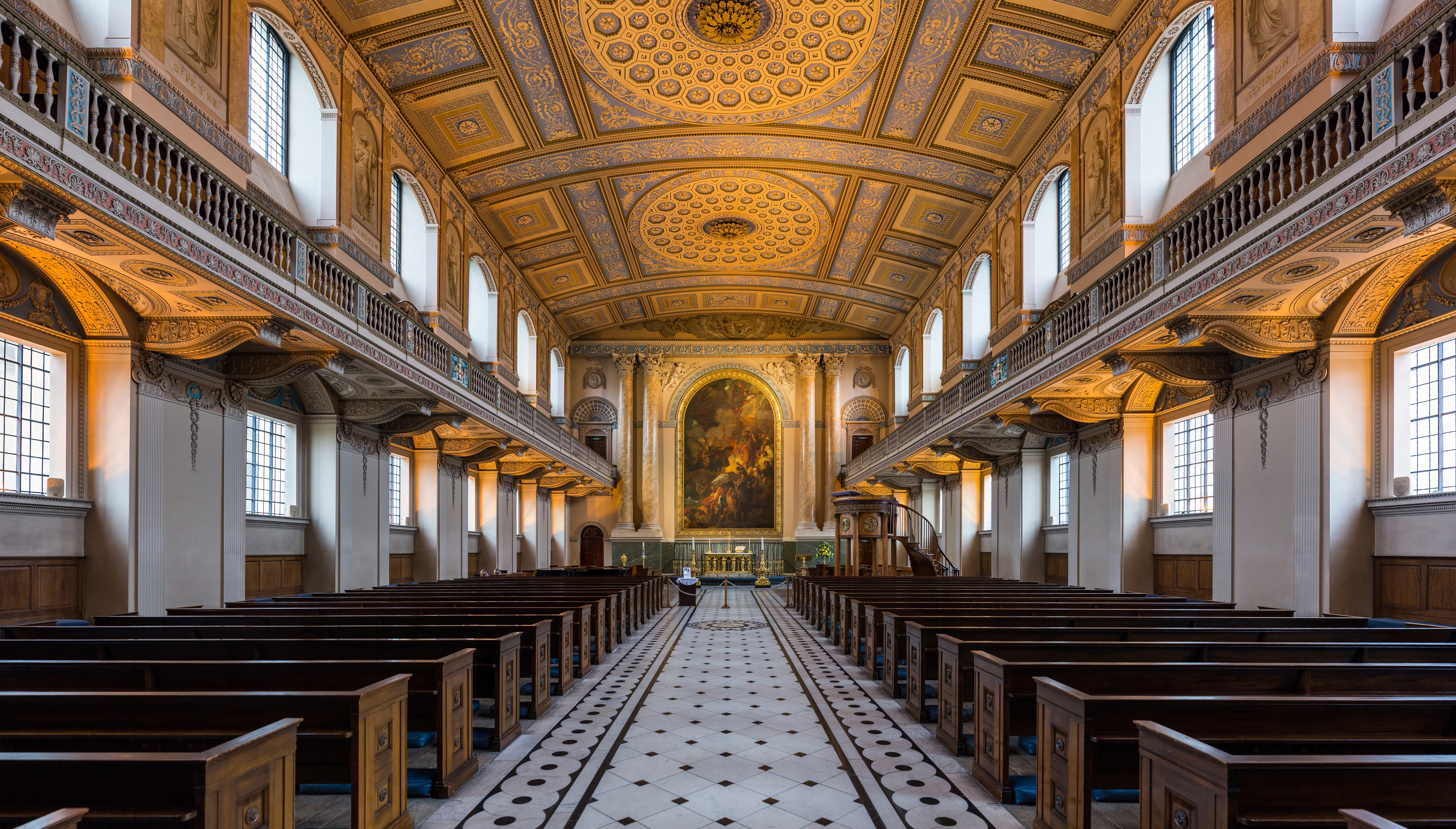
La capilla tras la restauración efectuada por James Stuart tras el incendio.

La construcción estuvo subvencionada por una transferencia de 19 500 libras de multas cobradas a mercaderes condenados por contrabando en 1695, una recaudación de fondos pública que obtuvo 9.000 libras y una contribución de 2000 libras anuales del Tesoro. El Parlamento inglés aprobó el hospital de Greenwich según el Acta 1695 (7 & 8 Will. 3 c. 21), titulada oficialmente Acta para el aumento y el apoyo a los marineros, que establecía las reglas básicas de uso y beneficios para los marinos, y mejoró al año siguiente con el Acta 1696. En 1705 se contribuyó con otras 6472 libras, que constaba de valor liquidado de propiedades pertenecientes al recién ahorcado pirata el capitán William Kidd.
La primera zona que se concluyó fue el King Charles Court (Palacio del Rey Carlos), que fue completada en marzo de 1705. Otros edificios principales que se construyeron fueron el Queen Mary Court (Palacio de la Reina María), planeado por Wren y Hawksmoor, aunque no fue construido hasta la muerte de Wren por Thomas Ripley en 1742, el Queen Anne Court (Palacio de la Reina Ana) y el King William Court (Palacio del Rey Guillermo).
El Queen Mary Court alberga la capilla del hospital, diseñada por Wren, pero sin completar hasta 1742. Su apariencia actual data de 1779-1789, cuando fue reconstruida por James Stuart tras un devastador incendio, mientras que la yesería ornamental fue creada por John Papworth. King William Court es célebre por su Salón pintado barroco , que fue decorado por James Thornhill en honor al rey Guillermo III y a la reina María II (la techumbre del Salón bajo), de la reina Ana y de su marido, el príncipe Guillermo de Dinamarca (la techumbre del Salón alto) y Jorge I (la pared septentrional del Salón alto). El Salón pintado fue considerado demasiado grandilocuente para los marineros retirados y no fue utilizado en demasiadas ocasiones. Se convirtió en un destino turístico, abierto para los visitantes. El 5 de enero de 1806, el cadáver de Horatio Nelson permaneció en el Salón pintado del hospital de Greenwich antes de trasladarlo en barco hasta la catedral de San Pablo para un funeral de estado. En 1824, se creó la Galería Nacional de Arte Naval en el Salón pintado, que permaneció en sus estancias hasta 1936, cuando la colección fue trasladada hasta el Museo Marítimo Nacional, establecido en la Casa de la Reina y los edificios anexos.

Hospital de Greenwich.

En la esquina nororiental del King Charles Court, junto a la ribera del Támesis, se dispuso un obelisco, diseñado por Philip Hardwick e inaugurado en 1855, erigido en memoria del explorador antártico Joseph René Bellot, quien falleció en un intento de rescatar a miembros de la expedición fallida de John Franklin para abrir el Paso del Noroeste en el norte de Canadá.
El primer gobernador, William Gifford, tomó las riendas del hospital en 1708. En 1774, el entonces gobernador, el capitán Thomas Baillie, realizó algunas alegaciones sobre la mala gestión de los asuntos del hospital, hecho que conllevó a la realización de un juicio.
En el conjunto se inauguró una escuela en 1712 para dar asistencia y educación a los huérfanos de los marineros tanto de los navíos reales como mercantes. En 1933 se trasladó a Holbrook, Suffolk, donde continúa actualmente; las antiguas instalaciones reabrieron al año siguiente como el Museo Marítimo Nacional.
Las instalaciones del hospital de Greenwich incluyeron una enfermería, construida en la década de 1760 y diseñada también por James Stuart, donde los jubilados eran atendidos por médicos especializados, por ejemplo, John Liddlell fue durante un tiempo médico jefe. Tras algunas etapas de reconstrucción y adaptación se convirtió en el Deadnought Seamen's Hospital en 1870, cuya denominación vino por un barco hospitalario amarrado en Greenwich. El tratamiento de enfermedades tropicales se trasladó en 1919 a la Seamen's Hospital Society cerca de Euston Square, en el centro de Londres, para la fundación del Hospital de Enfermedades Tropicales. El Dreadnought Seaman's Hospital cerró en 1986, con servicios especiales para marineros y sus familias que fueron trasladados a la Unidad Dreadnought del Hospital Saint Thomas en Lambeth.
El hospital de Greenwich cerró en 1869, con sus instalaciones siendo reocupadas por el Royal Naval College, Greenwich, hasta 1998. Debido a la construcción del ferrocarril, los restos mortales de marinos y oficiales, incluyendo varios de los que habían participado en la Batalla de Trafalgar, fueron exhumados del hospital en 1875 y reinhumados en East Greenwich Pleasaunce, también conocido como Parque Pleasaunce, llamado así debido al lugar original del antiguo palacio de Placentia.